# Antidepressants
Antidepressants är Suedes tionde studioalbum. Det kommer att utges den 5 september 2025.

## Låtlista
| Nr           | Titel                                | Längd |
| ------------ | ------------------------------------ | ----- |
| 1.           | Disintegrate                         | 3:41  |
| 2.           | Dancing with the Europeans           | 3:44  |
| 3.           | Antidepressants                      | 3:26  |
| 4.           | Sweet Kid                            | 2:59  |
| 5.           | The Sound and the Summer             | 3:42  |
| 6.           | Somewhere Between an Atom and a Star | 2:50  |
| 7.           | Broken Music for Broken People       | 3:11  |
| 8.           | Criminal Ways                        | 2:27  |
| 9.           | Trance State                         | 4:23  |
| 10.          | June Rain                            | 3:57  |
| 11.          | Life Is Endless, Life Is a Moment    | 5:07  |
| Total längd: | Total längd:                         | 39:27 |

| 12. | Dirty Looks       |  |
| 13. | Sharpening Knives |  |
| 14. | Overload          |  |

## Medverkande
- Brett Anderson – sång
- Mat Osman – basgitarr
- Simon Gilbert – trummor
- Richard Oakes – gitarr
- Neil Codling – keyboard